# 도로시의 친구

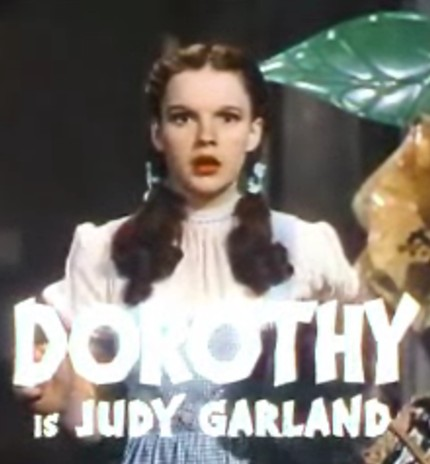
《오즈의 마법사》에서 도로시 역을 맡은 주디 갈런드는 동성애자 남성이나 성소수자가 말하는 "도로시의 친구"의 두 어원 중 하나이다.

동성애자 은어에서 도로시의 친구(friend of Dorothy, FOD)는 동성애자 남성을 뜻하는 용어이다. 이 용어의 사용 시기는 적어도 미국에서 동성애 행위가 불법이던 제2차 세계 대전까지 거슬러 올라간다. 누군가 "도로시의 친구"라고 말하거나 묻는 것은 의미를 모르는 다른 사람을 피해 완곡법을 사용하여 성적 지향을 이야기하는 것이었다. 잉글랜드에서는 20세기 중반부터 "미시즈 킹의 친구"(friend of Mrs. King, 여왕의 친구)라는 비슷한 용어를 사용하였다.

## 어원
이 용어의 정확한 어원은 《오즈의 마법사》의 후속작인 《오즈로 가는 길》(1909년)이다. 책에서 등장인물인 폴리크롬이 도로시의 여행 동료와 만나며 "정말 괴상한(queer) 친구들을 가졌구나, 도로시"라고 말하자, 도로시는 다음과 같이 답한다. "괴상한 것은 아무 상관 없어, 친구니까." "도로시의 친구"가 더욱 일반적으로 쓰이게 된 것은 영화 《오즈의 마법사》와 관련되어 있는데, 주인공 도로시 역으로 출연한 주디 갈런드가 게이 아이콘이었기 때문이다. 영화에서 도로시는 타인의 다름을 수용한다. 예를 들어, 속내를 드러내지 않는 "친절한 사자"는 "내가 그냥 댄디한 사자라는 걸 부정할 수 없다는 게 안타까워"라고 말한다.
오즈 시리즈에서는 성소수자 친화적인 줄거리가 많이 나온다. 1권에서 도로시는 도자기 공주에게 반한 것을 인정한다. 오즈마는 소년으로 변하게 되어 인생 대부분의 기억이 지워진다. 여성 군대 전부가 오즈 정복을 시도한다. 오즈마는 6권에서 본질상 도로시와 결혼하여 그녀를 오즈의 공주로 만들고 오랜 동료가 된다. 공기의 정령과 일부 여성 마법사와 같은 몇몇 창조물은 여성 집단에서만 등장한다. 착한 마녀 글렌다 또한 오즈에서 오즈에서 가장 아름다운 여성 100명과 함께 성에서 살고 있으며, 도로시와 오즈마가 찾아오자 입맞춤으로 인사하며 즐겁게 춤을 추며 맞이한다.

## 오해
1980년대 초, 미국 해군범죄조사청은 시카고 지역 부대의 동성애자를 조사하였다. 수사관들은 동성애자 남성이 때때로 자신을 "도로시의 친구"라고 표현하는 것을 발견했다. 용어의 역사적 의미를 파악하지 못했던 해군범죄조사청은 도로시라는 이름을 가진 어떤 여성이 동성애자 군인들의 비밀 세력 핵심이라고 생각하였고, 그를 찾아서 동성애자 군인들의 이름을 밝히도록 설득하고자 잡히지 않는 "도로시"에 대한 막대하고 헛된 추적에 착수하였다. 

## 현대의 용례

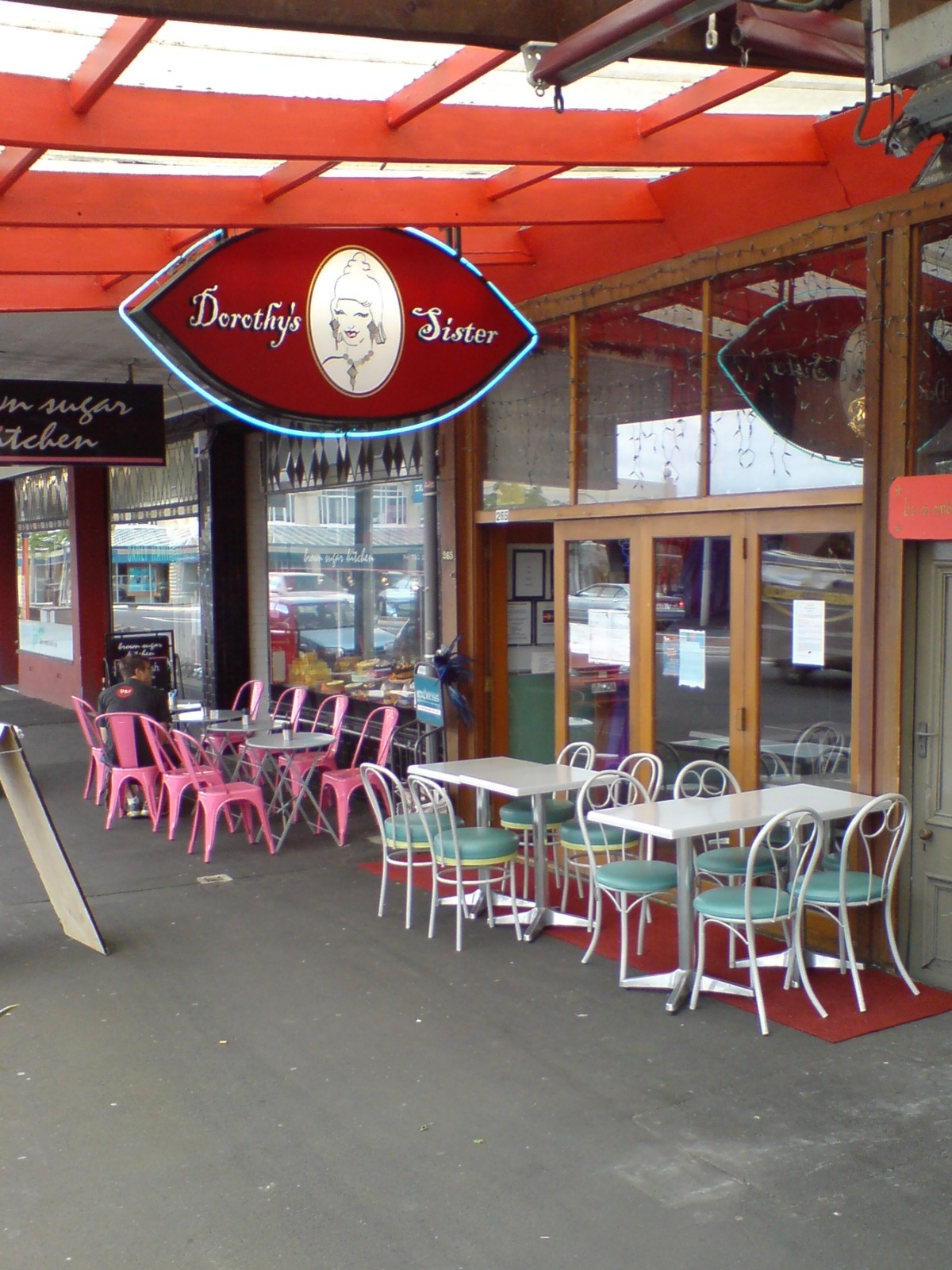
오클랜드 폰슨비 동성애자 마을의 이 카페 이름은 도로시의 자매(Dorothy's Sister)로, 게이 은어를 사용하였다.

1980년대 후반부터 일부 크루즈 선사에서 동성애자 선객들이 승무원에게 찾아가 일정 관리 활동 목록에 자신들의 모임을 알려달라고 요구하였다. 크루즈 선사는 이런 것을 일정 발표에 알리는 것이 매우 노골적이라 생각하여 망설였고, "도로시의 친구들의 만남"이라는 이름으로 모임을 목록에 올렸다. 이 용어는 익명의 알코올 중독자 회원에게 여행 중 회원 지지 모임 만남 계획을 말할 때 사용하는 "빌 W.의 친구들"을 사용하는 것에 친숙한 크루즈 관리자로부터 나왔을 것으로 보인다.
이러한 만남은 빠르게 퍼져 해를 거듭할수록 인기와 빈도가 늘어났다. 오늘날 많은 크루즈 선사에서 다양한 "FOD" 행사를 열고 있으며, 때때로 매일 밤마다 진행되는 경우도 있다.

## 같이 보기
- 게이 아이콘으로서의 주디 갈런드

## 관련 문헌
- Chauncey, George (1994). Gay New York: Gender, Urban Culture, and the Makings of the Gay Male World, 1890–1940. New York: Basic Books.
- Duberman, Martin (1993). Stonewall. New York: Dutton. Lesbian and gay life before and after Stonewall, as seen by six contemporaries.
- Duberman, Martin, Martha Vicinus, and George Chauncey, Jr. (eds) (1989). Hidden From History: Reclaiming the Gay and Lesbian Past. New York: NAL Books. Twenty-nine essays covering aspects of the gay and lesbian world from ancient to contemporary times.
- Grahn, Judy (1990). Another Mother Tongue: Gay Words, Gay Worlds. Boston: Beacon Press. Explores the use of language to define gay and lesbian culture by examining stereotypes as access points into history.
- Katz, Jonathan (1992). Gay American History: Lesbians and Gay Men in the U.S.A.: a Documentary History. Rev. Ed. New York: Meridian.
- Marcus, Eric (1992). Making History: The Struggle for Gay and Lesbian Equal Rights, 1945–1990: An Oral History. New York: HarperCollins.